# Culicoides caridei
Culicoides caridei är en tvåvingeart som först beskrevs av Brethes 1912.  Culicoides caridei ingår i släktet Culicoides och familjen svidknott. Inga underarter finns listade i Catalogue of Life.